# 布萊恩·馬斯特

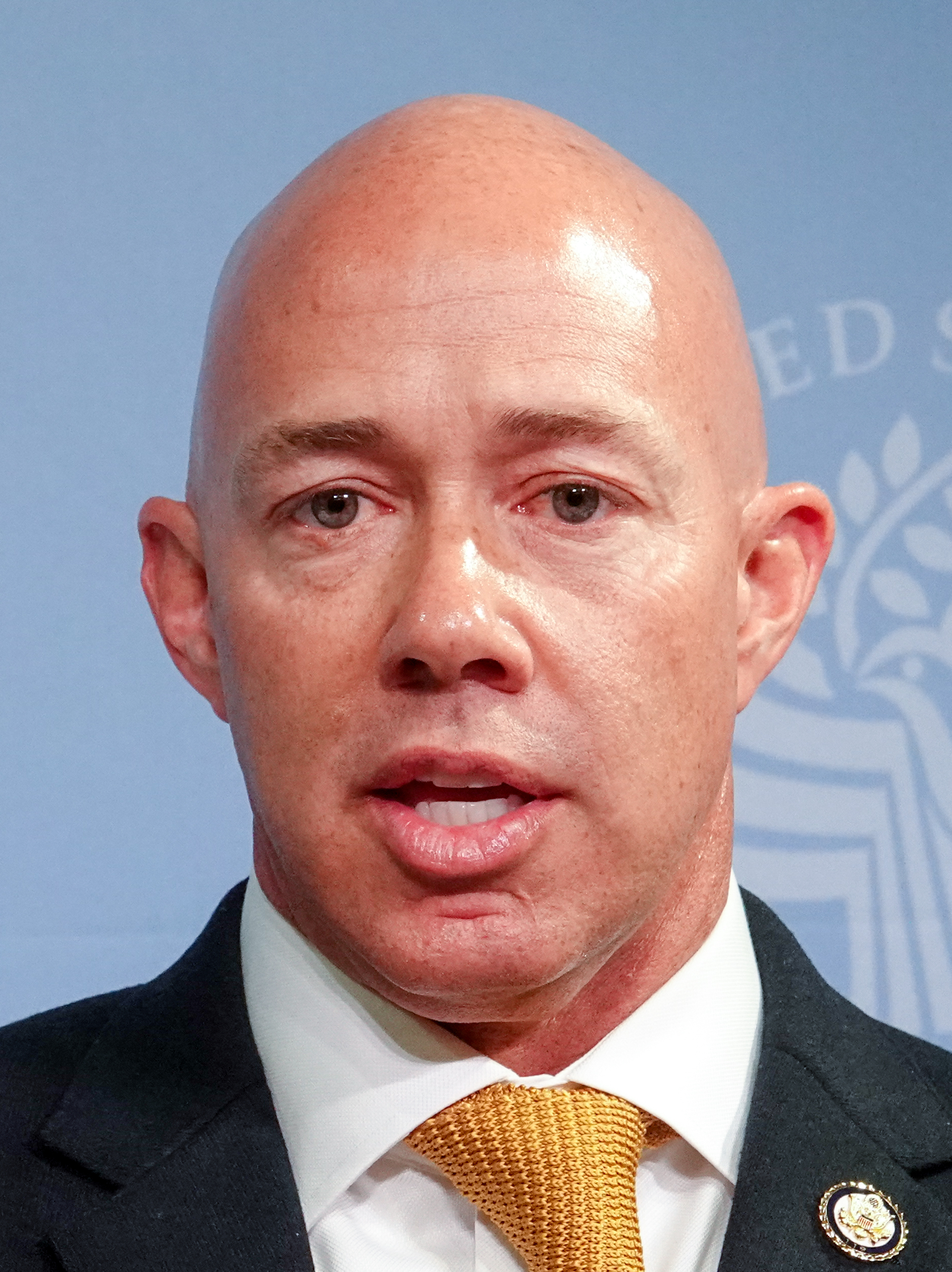
2025

布萊恩·馬斯特（Brian Mast，1980年7月10日—）是美國佛羅里達州的一位共和黨政治家。他曾經在美國陸軍服役。2016年，他當選為佛羅里達州第18國會選區的美國眾議院議員。他已經結婚並有三個孩子。